# Palio dubia
Palio dubia är en snäckart som först beskrevs av Michael Sars 1829.  Palio dubia ingår i släktet Palio och familjen Polyceridae. Arten är reproducerande i Sverige. Inga underarter finns listade i Catalogue of Life.